# Státní správa

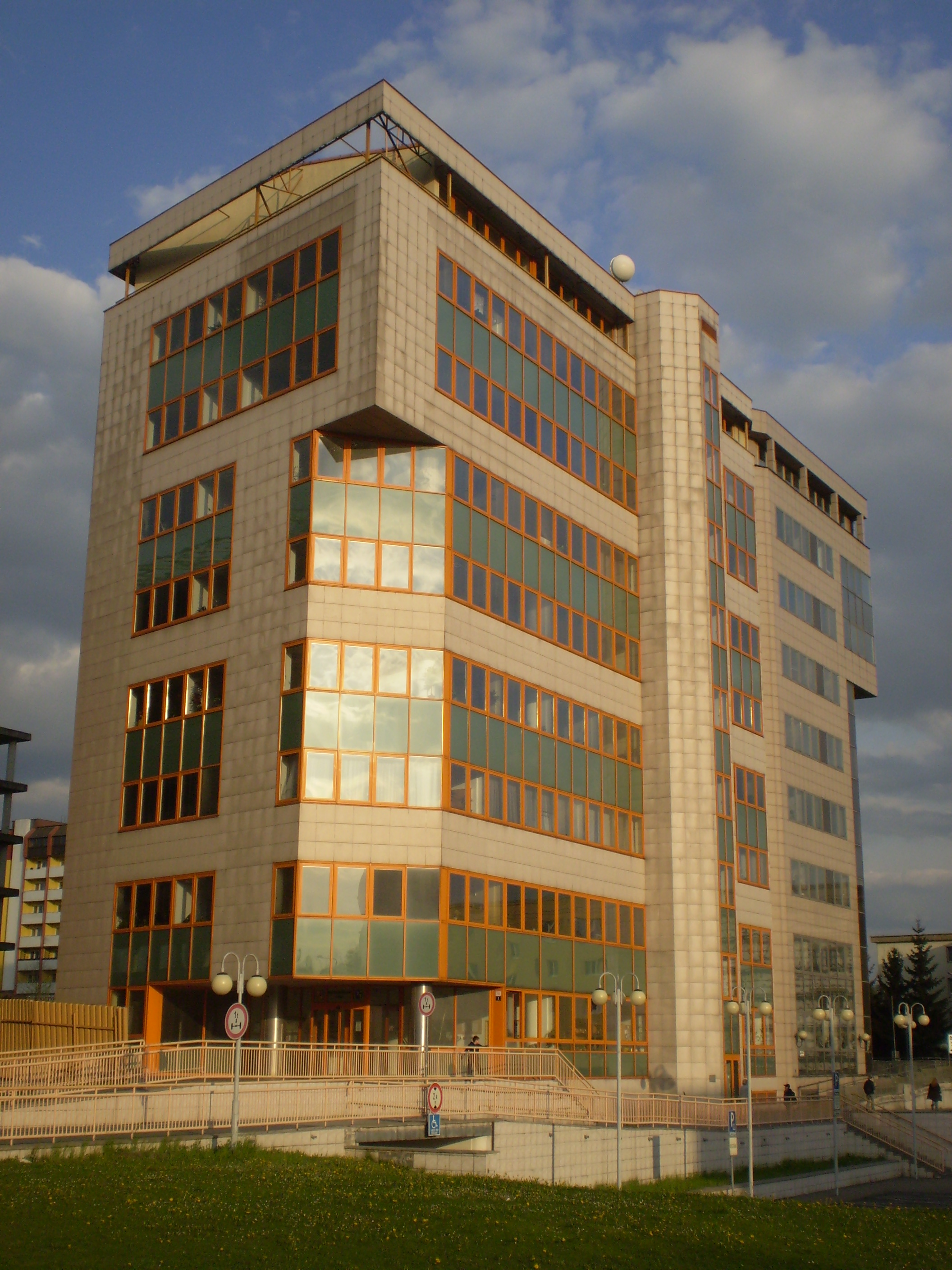
Finanční úřad v Ostravě

Státní správa je činnost státu prováděná buď přímo státními orgány nebo jinými orgány, na které stát výkon státní správy v určitém rozsahu přenesl.
Státní správu vykonávají tyto orgány:
- ústřední orgány státní správy,
- územní orgány státní správy,
- ostatní státní orgány,
- jiné k tomu oprávněné subjekty.

Ústředními orgány státní správy jsou především jednotlivá ministerstva, která mají celostátní působnost. Územní orgány státní správy se liší především tím, že  mají pouze místní působnost. Do skupiny ostatních státních orgánů patří např. státní fondy. Mezi jiné subjekty, oprávněné vykonávat v určitém rozsahu státní správu, patří veřejná stráž.
Rozlišujeme státní správu specializovanou a všeobecnou. Příkladem specializovaného výkonu státní správy je např. finanční úřad. Všeobecnou (politickou) státní správu v přenesené působnosti vykonávají např. územní samosprávné celky prostřednictvím svých úřadů.
Ve státní správě platí hierarchické uspořádání, tj. vztahy nadřízenosti a podřízenosti.